# Dojrzewanie najądrzowe
Dojrzewanie najądrzowe – proces nabywania przez plemniki specyficznych właściwości, niezbędnych do pokonania osłon komórki jajowej, jak i do fuzji gamet.
Proces ten zachodzi w najądrzu i dzieli się na cztery etapy:
- w głowie najądrza plemniki nabywają zdolności do fuzji gamet przez wbudowanie do błony fertyliny (białko z grupy α-integryn);
- w środkowej części trzonu najądrza plemniki nabywają zdolności do ruchu prostoliniowego;
- w dolnej części trzonu najądrza następuje stabilizacja chromatyny jądrowej;
- w ogonie najądrza przebudowie ulega błona akrosomalna plemnika.

Plemniki po przejściu procesu dojrzewania są gotowe do zapłodnienia.
Jednak nabyte właściwości mogłyby zaszkodzić samemu najądrzu (dzięki obecności licznych enzymów, takich jak hialuronidaza lub fosfataza kwaśna). Aby temu zapobiec, najądrze "hamuje te same właściwości, które wytwarza". Proces ten nazywa się dekapacytacją plemników. 
Proces odwrotny (czyli kapacytacja) zaczyna się po opuszczeniu przez plemniki śluzu szyjki macicy.

Przeczytaj ostrzeżenie dotyczące informacji medycznych i pokrewnych zamieszczonych w Wikipedii.